# Zozimia pamirica
Zozimia pamirica är en flockblommig växtart som beskrevs av Vladimir Ippolitovich Lipsky och Ove Wilhelm Paulsen. Zozimia pamirica ingår i släktet Zozimia och familjen flockblommiga växter. Inga underarter finns listade i Catalogue of Life.